# Kapradinka alpínská
Kapradinka alpínská (Woodsia alpina) je drobná kapradina, která vznikla zkřížením kapradinky skalní (Woodsia ilvensis) a druhu Woodsia glabella. Roste na skalách, kde se usazuje v trhlinách či různých rozsedlinách, v přímořských oblastech ji lze nalézt na útesech. Pro její růst jsou vhodné zejména vápence a břidličnaté horniny.

## Popis
Listy jsou měkčí a jemně chlupaté, výjimečně olysalé až lysé. Jsou zpeřené a mají na každé straně 8–12 lístků, které jsou členěné na 1–3 laloky. Tvar listů je trojúhelníkovitě vejčitý až okrouhlý. Šířka a délka listů v dolní části rostliny jsou shodné. Čepel je dlouhá 3–7 cm a 1,3–1,8 cm široká. Výtrusy jsou 40–55 µm dlouhé a 35–40 µm široké. Řapík je zbarven do červenohněda až tmavě fialová.

## Rozšíření
Tato kapradina se vyskytuje na severní polokouli. V Severní Americe se nachází v Grónsku a ve Spojených státech amerických je považována za ohroženou ve státech Maine, Vermont, Michigan a New York. V Evropě se objevuje v severských státech, tzn. v Norsku a Švédsku. Ve Velké Británii je její populace omezena na Skotsko, kde je také označována jako ohrožený druh, a severní Wales. Dále ji můžeme najít v Karpatech, na Matře, Pyrenejích, Alpách a v Apeninách. V Asii se nacházejí velmi významné naleziště této kapradiny na Uralu a v Altaji. Řidčeji je k vidění na Kavkazu, na Sibiři, v Himálajích, na Kamčatce a v Koreji.
V ČR je považována za vyhynulý druh. Poslední herbářový záznam z území ČR je z roku 1912 a poslední literární odkaz pochází z roku 1958. Rostla ve Velké kotlině v Hrubém Jeseníku. Asi nejbližší místo k ČR, kde se dnes vyskytuje, je Malá Sněžná jáma v Krkonoších, která však již náleží k polskému území.

## Historie
První zmínka o W. alpina pochází z roku 1690, kdy ji John Ray poprvé objevil nedaleko Snowdonu ve Walesu. V roce 1785 James Bolton rozlišil W. alpina a W. ilvensis. Rod Woodsia je pojmenován Robertem Brownem podle anglického botanika Josepha Woodse.